# Ernest Gallo
Ernest Gallo (Jackson, 18 maart 1909 – Modesto, 6 maart 2007) was een Amerikaans ondernemer en wijnbouwer. Hij was medeoprichter van de E & J Gallo Winery uit Californië. Hij stond in 2006 op de 297ste plaats van de lijst van 400 rijkste Amerikanen.
Na de dood van zijn ouders voedde Ernest samen met zijn vrouw Amelia (1910-1993), zijn broer Julio (1910-1993) en diens vrouw Aileen (1913-1999) hun dertien jaar oude broertje Joseph (1919-2007) op. Hij was 62 jaar getrouwd met Amelia Franzia Gallo. Ze hadden twee zoons: David, die in 1997 overleed, en Joseph.
Zijn jongere broer Joseph Gallo overleed op 17 februari 2007 op de leeftijd van 87. Een paar weken later, op 6 maart 2007, overleed Ernest Gallo in zijn huis in Modesto. Hij was twaalf dagen verwijderd van zijn 98ste verjaardag.